# Het Hasselts Toneel
Het Hasselts Toneel (HHT) was een amateurtoneelvereniging uit de Belgische stad Hasselt. Het gezelschap bestond onder deze naam van 1972 tot 2021. De coronacrisis bracht de vereniging dermate in de problemen dat zij in 2021 werd opgeheven.

## Geschiedenis

### Ontstaan
In 1963 werden de drie Hasseltse toneelverenigingen K.M. De Ware Vrienden, Climax en Streven samengebracht in één toneelvereniging: De Ware Vrienden-Climax. De opvoeringen vonden plaats in de ondertussen verdwenen schouwburg De Ware Vrienden in locatie Eden op de Grote Markt. In 1972 wijzigde de samenstelling van het toneelgezelschap en men besloot verder te gaan onder de naam Het Hasselts Toneel (kortweg HHT). De feitelijke vereniging werd omgevormd tot een vzw en kreeg van het stadsbestuur het predicaat 'Stedelijk gezelschap'.
De locatie aan de Grote Markt werd door de brandweer afgekeurd, maar het gezelschap kon terecht in het nieuwe Cultureel Centrum aan de Kunstlaan. In de Grote Zaal werden drie voorstellingen per productie gebracht. In die periode was Het Groot Limburgs Toneel geregeld te gast.

### Het Zaadhuis
In 1978 bood het stadsbestuur het HHT onderdak aan op de Koningin Astridlaan, het oude Zaadhuis van de Boerenbond. De locatie werd verbouwd tot een clublokaal met repetitie-, vergader- en decorbouwruimte en een cafetaria. Het toneelgezelschap verhuisde in 1979 naar de Kleine Zaal van het Cultureel Centrum. Het bood de mogelijkheid meer voorstellingen per productie op te voeren: acht in plaats van drie.
In 1982 bestond de stad Hasselt 750 jaar. Voor die gelegenheid mocht Het Hasselts Toneel de stad vertegenwoordigen in alle Nederlandse steden die in datzelfde jaar 750 jaar bestonden: Roermond, Sint-Oedenrode en Eindhoven. In 1996 viel ook het doek voor het clublokaal 'Het Zaadhuis'. De huurovereenkomst werd opgezegd en de gronden werden aan de Vlaamse Gemeenschap verkocht voor de bouw van het ‘Vlaamse Huis’.

### Zaal Centrum
Zaal Centrum op het Hollandsveld werd de nieuwe locatie. Op die locatie had de toneelgroep niet alleen een eigen clublokaal met cafetaria en repetitielokalen, maar een van de grote ruimtes werd omgebouwd tot een toneelzaaltje. In 1997, het 35e speelseizoen, verliet Het Hasselts Toneel het Cultureel Centrum om in de eigen stek jaarlijks vier toneelstukken à rato van acht à tien voorstellingen per productie te brengen.
In het seizoen 2013-2014 vierde Het Hasselts Toneel het vijftigjarig jubileum met twaalf voorstellingen en mocht de groep het attribuut ‘Koninklijk’ toevoegen.

### Corona: het einde van HHT
De coronapandemie die in 2020 uitbrak leidde er toe dat het Hasselts Toneel geen voorstellingen meer kon uitvoeren en droogden de inkomsten op waardoor de zaalhuur niet meer betaald kon worden. Tevens kampte het gezelschap met vergrijzing. In 2021 werd het huurcontract van zaal Centrum opgezegd. De decors, kostuums en rekwisieten werden verkocht en de vzw werd ontbonden.
In 2021 werden door oud-leden van HHT een nieuw theatergezelschap opgericht onder de naam 'De FantHasten, een nieuw Hasselts toneel'.